# 岐阜市立城西小学校
岐阜市立城西小学校（ぎふしりつじょうせいしょうがっこう）は、岐阜県岐阜市則武西一丁目にある公立小学校。1学年2～3クラスの中規模校。

## 沿革
この地区には1893年（明治26年）に旦島尋常小学校から分立し、萱場尋常小学校が開校したが、1897年（明治30年）に統合により廃校となっている。
- 1971年（昭和46年） - 岐阜市立島小学校から分かれて開校する。
- 1976年（昭和51年） - 旧体育館が完成する。
- 1976年（昭和51年） - 9.12水害で校舎が床上浸水する。
- 1992年（平成4年） - はばたけの森、植樹。
- 1995年（平成7年） - 歩行者専用道路「ふれあい通り」が完成。
- 2000年（平成12年） - 新体育館完成。旧体育館跡地に「2000年パーク」を設置。

## 通学区域
- 萱場町1-4丁目、萱場北町1-3丁目、萱場東町1-10丁目、白菊町1丁目、2丁目の一部、3丁目の一部、4丁目の一部、5丁目の一部、6丁目の一部、旦島（国道157号以北）、旦島中町1・2丁目、旦島西町1丁目、旦島宮町1-3丁目、大福町1-6丁目、7丁目の一部、8丁目の一部、9丁目の一部、10丁目、日光町1-5丁目、6丁目1の一部、光町1丁目の一部、2丁目の一部、明神町1-3丁目、宮浦町、守口町1-6丁目、萱場南1-3丁目、旦島中1・2丁目[1]。

## 進学先中学校
- 岐阜市立島中学校

## 交通機関
- 岐阜バス
  - 加納島線｢中電アパート前｣下車　徒歩5分
  - 加納南線｢則武西｣下車徒歩5分
- にっこりバス（コミュニティーバス）
  - ｢中電アパート前｣下車徒歩5分

## 周辺施設
- 岐阜市立島中学校